# Jürg Altwegg
Jürg Altwegg, né le 27 mars 1951 à Zurich, est un écrivain et journaliste suisse.

## Biographie
Jürg Altwegg naît le 27 mars 1951 à Zurich.
Il étudie le français, l'allemand et l'histoire. Il est correspondant de culture de France pour le Züricher Tagesanzeiger et le Basler Zeitung est écrit à partir de 1984 pour la FAZ. Il est l'auteur de plusieurs livres et consacre notamment son œuvre aux tensions entre le monde germanophone et le monde francophone. Il vit en France, près de Genève.